# Sint-Camillusgesticht
Het Sint-Camillusgesticht is een voormalig gesticht in Sint-Andries, een deelgemeente van de Belgische stad Brugge. Het was gelegen niet ver van de Sint-Andries-en-Sint-Annakerk, waarnaast in een hoek nog een poortje van het gesticht staat. Vandaag staat op de gronden van het vroegere gesticht het woon- en zorgcentrum Regina Coeli.

## Geschiedenis van het Sint-Camillusgesticht

### De vroege middeleeuwen en de Villa van de Abdij
Na de Eerste Kruistocht bracht graaf Robrecht van Vlaanderen de lans van Sint-Andreas mee naar zijn landgoed Ter Straeten in Brugge. Dit was een gift die hij kreeg van de abt van Jeruzalem. Hij liet een abdij en een kerk bouwen op de gronden waar de huidige kerk van Sint-Andries en het rusthuis Regina Coeli staan. De benedictijnenabdij en de kerk werden gedeeltelijk vernield door een brand in 1577 en in 1596 verwoestten de Geuzen de reeds herstelde gebouwen. De monniken vluchtten en zochten een onderkomen in de Boeveriestraat in Brugge.
Pas in 1632 keerden ze terug naar hun abdij. In 1796, tijdens de Franse Revolutie, werd de abdij opgeheven, de bezittingen verkocht en de gebouwen afgebroken; enkel de 16e-eeuwse toren bleef over. Deze staat er, na een grondige restauratiebeurt, nog steeds en is geïntegreerd in de huidige parochiekerk. De voormalige gronden van de abdij werden als nationaal goed verkocht in 1798 aan Jacques De L'Espée en Emmanuel-Louis van Outryve d'Ydewalle. Verschillende eigenaars van het eigendom volgden elkaar op. In 1858 kreeg Petrus Albertus Andreas Gilliods het goed van zijn vader Juan Riego Gilliods. Daarna kwam het in handen van monseigneur Boone, huisprelaat van de paus, econoom van het Engels seminarie en kanunnik van de Sint-Salvatorsparochie. Via Josephus Herreboudt en opnieuw Boone kwam het uiteindelijk terecht in de handen van Felix Durein. Hij kocht in 1896 de zogenaamde Villa der Abdij, gelegen langs de voormalige Schoolstraat (nu Koning Leopold III-laan).

### De oprichting van het Sint-Camillusgesticht
Durein verhuurde de gewezen abdij op het einde van de 19de eeuw aan graaf Waldbott von Bassenheim, die echter al gauw terugkeerde naar zijn kasteel in Beieren. Na hem werd het verhuurd aan de Engelse familie Barham en aan ingenieur Spingael. Later namen de Dames de la Sainte-Union, enkele verbannen kloosterzusters uit het Franse Douai, hun intrek in de abdij. Vanaf 26 februari 1919 huurde kanunnik Camillus Delaere (1860-1936), deken van Ieper, de oude abdij. In 1920 werd in een van de voormalige abdijgebouwen een weeshuis opgericht, onder de naam Sint-Camillus. Het gesticht kwam er onder impuls van Camille Delaere en was vooral bestemd voor oorlogswezen uit de Eerste Wereldoorlog.
Delaere haalde zijn mosterd bij de zusters paulinen, een orde uit Kortrijk. Deze zusters hadden reeds ervaring met weeshuizen in Wisques-Saint-Omer in Frankrijk (voor meisjes) en in Wizernes in Frankrijk (voor jongens). Het weeshuis in Wisques-Saint-Omer telde zeven zusters en 22 weeskinderen en werd opgericht in april 1915, nadat enkele zusters gevlucht waren uit Sint-Juliaan. Delaere, op dat moment pastoor in Ieper, werd er aalmoezenier en haalde nog tijdens de oorlog kinderen van de straat. Hij probeerde om steun en financiële hulp los te weken voor zijn weeskinderen. Zo werden de tehuizen bezocht door tal van personaliteiten, waaronder koningin Elisabeth en prinses Marie José.
Op vraag van Delaere vestigden de zusters zich in het Sint-Camillusgesticht in Sint-Andries.
Op 20 juli 1919 kwamen soeur Paula en acht oudere meisjes naar hier om de villa op te knappen. Delaere liet een nieuw, groter gebouw optrekken met klassen, een eetzaal, een werkzaal, een washuis, een slaapzaal en een kapel. Op 30 maart 1920, paasdag, hielp het Amerikaanse Rode Kruis met de verhuis. Pastoor Delaere zelf bleef nog een tijd werkzaam in Ieper, maar hij kwam het tehuis vaak bezoeken.

### Bouw en inrichting van het Sint-Camillusgesticht
Het domein van het Sint-Camillusgesticht was ca. 2 ha. groot en onderhoud van de gronden was nodig. Als omheining kwam er een muur in betonplaten, als hoofdingang een nieuwe groene poort. De dreef naar het gebouw was zowat 100 m lang. Juist voor het hoofdgebouw bevond zich een terras en een prieeltje, waar de zusters tijdens hun vrije tijd konden zitten.
In het oude gebouw lagen de kamers van Delaere, maar ook het zogenaamde slot: de eetzaal, de woonkamer en enkele slaapkamers van de zusters. De zusters sliepen immers elk een maand in het slot en een maand in de slaapzaal bij de kinderen. In het slot was er ook een soort verpleegpost. Beneden was er een grote spreekkamer, een spreekkamer van de zusters en een naaikamer. In het nieuwere gebouw was er een vestiaire en een feestzaal .
Aan de noordzijde van het gebouw, bij het kleine poortje aan de kerk, was er een kleine spreekkamer, een klas van de eerste graad, een werkzaal en een linnenkamer, met daarboven de kapel en de sacristie. Aan de westkant waren er twee klassen van de tweede en de derde graad, de refter, het washuis en het strijkhuis, met daarboven nog drie gemeenschappelijke slaapzalen, de kleedkamer en badkamers.
Aan de achterzijde van de oude abdij was een grote keuken en een ruimte voor de overste, moeder Godelieve, alsook een bergplaats en de toiletten.
Tussen de gebouwen lag een grote speelplaats in baksteen, met in het midden drie grote notelaren. Op de vensterbanken rondom de speelplaats stonden tal van bloemen. Bij slecht weer werd er gespeeld in de feestzaal.

### De veranderingen in Sint-Camillus tijdens hetinterbellum
Tussen de twee wereldoorlogen werden er Hongaarse meisjes opgenomen in Sint-Camillus, na de Tweede Wereldoorlog kwamen er Joden en Polen. Ook andere kinderen uit arme of kroostrijke gezinnen werden soms aanvaard. Nog later vingen de zusters kinderen op van boeren of kleine middenstanders. Kinderen uit Sint-Andries zelf waren er weinig. De enkelen die er waren, mochten in het weekend naar huis. De kinderen die bleven, mochten soms bezoek ontvangen. De oorlogswezen en de kinderen die geplaatst werden, mochten blijven tot ze 18 jaar waren.
In 1933 waren er zowat 100 kinderen, die verdeeld werden over drie klassen, later vier. Enkele leken werden aangesteld om les te geven, zoals juffrouw Flavie Van Eeno, juffrouw Van Roey en juffrouw Ampe.
Omdat het oorspronkelijke gebouw, daterend uit 1632, snel uit zijn voegen barstte, werd er in 1925 gestart met een eerste uitbreiding. Stichter Camille Delaere vestigde zich in de nabijheid van het gesticht, zodra hij met emeritaat ging in 1928. In 1935 vierde Papaatje zijn gouden priesterjubileum.
Tijdens zijn emeritaat kocht Delaere nog een stuk grond op van het kerkhof. Er werden plannen gemaakt voor een nieuw gebouw voor de vierdegraadsklassen en een keuken, een kelder en een slaapkamer met chambrettes voor de oudere meisjes. Ook extra bergplaatsen werden voorzien, alsook een nieuw huisje voor de tuinman Benjamin De Quecker, die werd opgevolgd door Kamiel Van Eeghem. De broers Jacobus uit Sint-Andries voerden de bouwwerken uit.
Op 18 december 1936 overleed Camillus Delaere; hij werd begraven bij de muur van het gesticht. In de Sint-Maartenskerk in Ieper werd een marmeren gedenkplaat aangebracht om de kanunnik te herdenken. De Deken Delaerestraat in Ieper verwijst eveneens naar de priester.

### Het Sint-Camillusgesticht tijdens de Tweede Wereldoorlog
De zorg van het gesticht kwam nu in handen van E.H. De Cuyper. Tijdens de Tweede Wereldoorlog kwam Leopold III samen met zijn Generale Staf naar Sint-Camillus. Toen de koning capituleerde, stuurden de zusters de kinderen naar huis, in de mate dat ze daar terechtkonden. Voor de achtergebleven kinderen was vooral voeding een probleem. Boeren en bekenden werden aangemaand eten te voorzien, maar het was een moeilijke periode voor iedereen.
Naast de oorspronkelijke wezenopvang kwam er in 1943 een nieuwe afdeling: een kolonie voor zwakke of ondervoede kinderen. Extra lesgevend personeel werd aangeworven. In 1944 kreeg Sint-Camillus een nieuwe naam: Zonnehuis Sint-Camillus. Vooral juffrouw Vossen en mijnheer Pierpont ijverden hiervoor.

### Het einde van Sint-Camillus
Op 11 januari 1949 werd Zonnehuis Sint-Camillus officieel erkend en gesubsidieerd door het Nationaal Werk voor Kinderwelzijn. In 1950 werden de oude klassen echter afgekeurd door de schoolinspectie. Aan het gebouw voor de vierde graad werden twee klassen en een slaapzaal toegevoegd. Van 1953 tot 1959 was moeder Aimée overste en directrice. Moeder Godelieve ging op rust en vierde begin 1957 haar gouden jubileum. Kort nadien, op 11 mei 1957, overleed ze. Zij werd, net als vier andere zusters, heel dicht begraven bij de muur van Sint-Camillus. In 1959 werden de gebouwen van de kinderkolonie afgekeurd door het Nationaal Werk voor Kinderwelzijn. Omdat het domein zich in het centrum van Sint-Andries bevond en het dus goed gelegen was, zocht men een alternatief.

## Geschiedenis van Regina Coeli

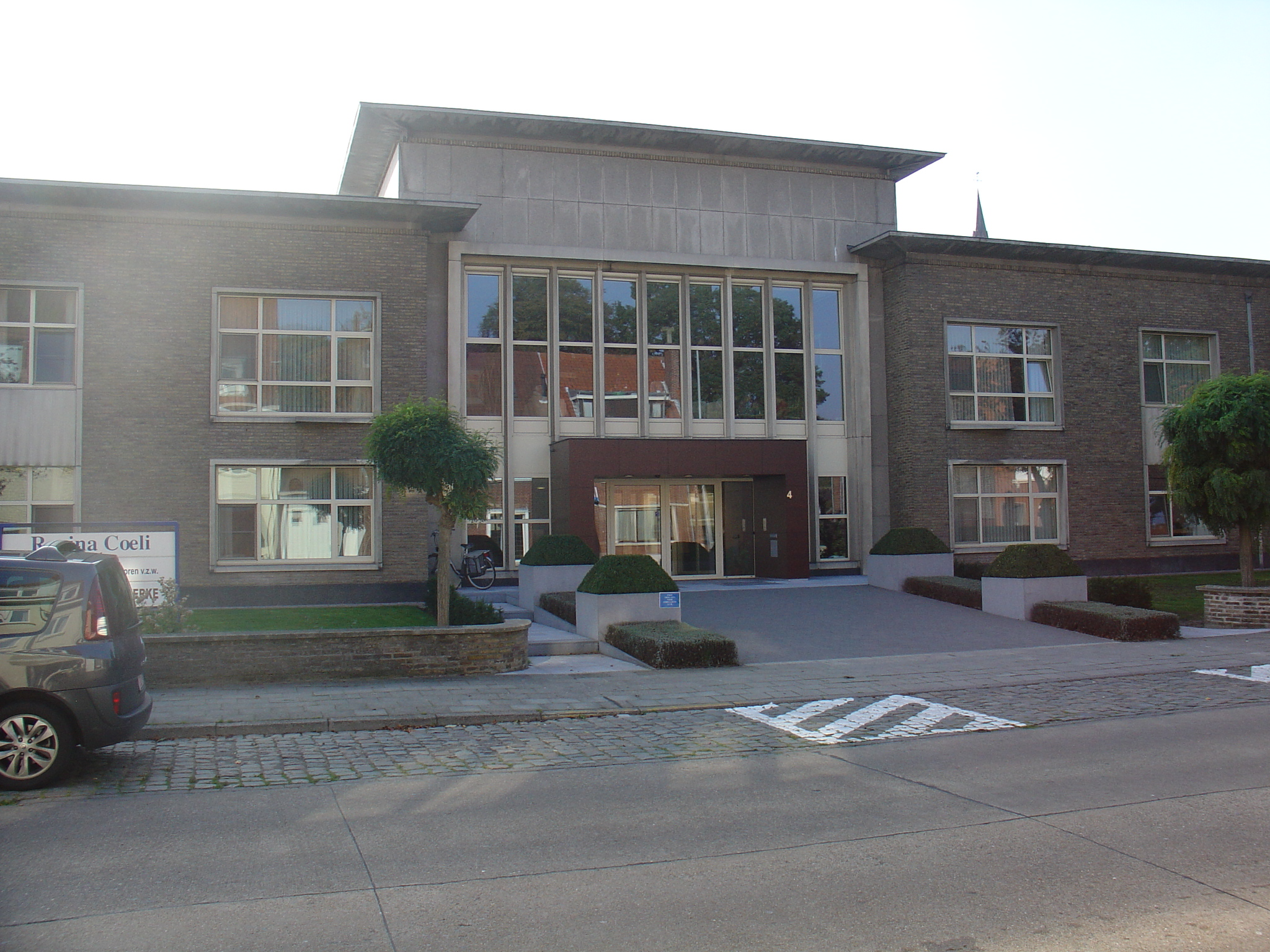
Regina Coeli

### Het ontstaan van het rustoord Regina Coeli
Omdat de opvattingen over gestichten veranderden, stelde de bisschop van Brugge, Emiel-Jozef De Smedt, voor om een nieuw tehuis te bouwen voor priesters op rust en andere bejaarden. De bouwwerken onder leiding van architect De Creus werden uitgevoerd in 1960 door aannemer A. Leliaert uit Ruddervoorde. In de tuin ontdekte men tijdens die bouwwerken een oude ijskelder, een van de weinigen die bewaard gebleven is. Dergelijke ijskelders werden gebouwd in hoven, kastelen en abdijen om voedsel fris te kunnen bewaren tijdens de zomermaanden.
Het nieuwe rustoord langs de koning Leopold III-laan kreeg de naam Regina Coeli (Koningin van de Hemel). Op 7 september 1963 werd het plechtig ingewijd door Vital Vangheluwe, vicaris-generaal van het bisdom Brugge. Op dat ogenblik werd het toevertrouwd aan de zusters van H. Vincentius a Paulo uit Kortemark. Zuster M. -Regina Brys leidde het rustoord aanvankelijk. Karel Devos, pastoor-emeritus van de parochie, werd er benoemd tot aalmoezenier.

### Inrichting van het rustoord Regina Coeli

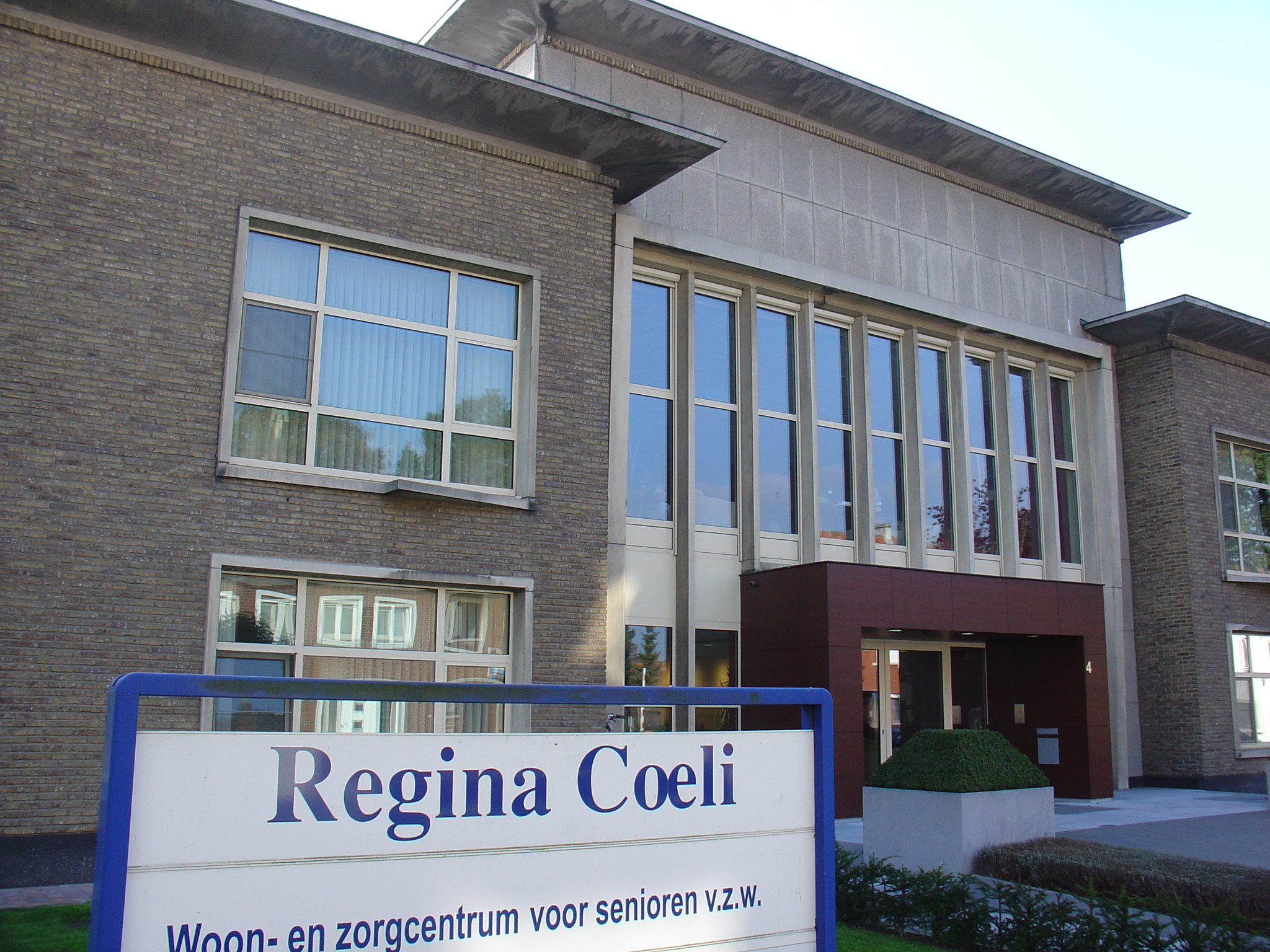
Regina Coeli, hoofdingang

Aanvankelijk telde het rustoord 32 kleine appartementen met een living, bad- en slaapkamer, alsook drie enkele kamers. Naast de appartementen kwam er ook een grote feestzaal, een kapel en een hal.
De oude abdij werd nog enkele jaren gebruikt door de Chiro en andere jeugdbewegingen, tot ze in 1982 gesloopt werd. Enkel het nieuwe deel van Sint-Camillus werd omgebouwd tot een 15-tal kamers voor bejaarden.

### Modernisering in Regina Coeli vanaf de jaren 1990 tot nu
Sindsdien is het rusthuis erg gemoderniseerd en uitgebreid. In 1992 besliste de congregatie om een vzw op te richten voor het rusthuis. Vanaf dan richtte men zich naast valide bejaarden vooral op zorgafhankelijke personen. De vragen van validen bleven echter binnenstromen, onder andere door de vergrijzing. Daarom bouwde men in 1999 22 nieuwe serviceflats. In 2005 werd een kleine zorgeenheid opgericht voor personen met dementie, De Maretak genaamd. Sinds 2007 bestaat ook de mogelijkheid om kort te verblijven in het rusthuis. Omdat de infrastructuur niet langer voldeed aan de noden van zorgafhankelijke personen, drong een nieuwe uitbreiding zich op. In 2008 werden deze bouwwerken voltooid en bestond het tehuis uit 85 rusthuisbedden, naast drie plaatsen voor kortverblijf en 22 serviceflats.